# Широки Бријег
Широки Бријег (од 1952. до 1991. зван Лиштица) је градско насеље и сједиште града Широког Бријега у Западнохерцеговачком кантону у Федерацији БиХ, на југозападу БиХ. Налази се на сјеверозападу Херцеговине. Широки Бријег је и сједиште Западнохерцеговачког кантона.

## Име
Првобитно је име града био Лиштица или Лисе како се помиње у старијим изворима, а име и даље користе становници српског поријекла. Име Широки Бријег се користи након 1845. године када је успостављен фрањевачки самостан истог имена. Име Лиштица је враћено 1952. године, а 1991. је опет промењено у Широки Бријег.

## Историја
Падом под Османлијско царство средином друге половине 15. вијека народ се овог краја разбјежао и прориједио. Први османски пописи у Херцеговини (год. 1468/69., потом 1475. и 1519.) показују да се народ задржао само у брдским селима. Од пада под Османлије па до средине 19. вијека Херцеговина је била готово сасвим одсјечена од друштвених, културних и политичких збивања у сусједним земљама.
Новија историја широкобријешког краја и Херцеговине уско је везана уз градњу манастира на Широком Бријегу 1846. године. Градић је почео настајати почетком 20. вијека око воденице Ћемер, како се звало и само мјесто.
У вријеме аустроугарске владавине, Широки Бријег је био део Мостарског округа. У истој области остао је и у вријеме Краљевини СХС до 1929. године, када је постао дијелом Приморске бановине, а 1939. и Бановине Хрватске.
Након Другог свјетског рата, Широки Бријег је био сједиште општине Широки Бријег, која је између 1945. и 1950. година обухватала подручје данашњих општина Груде, Љубушки и Посушје. Насеље и општина су 1952. године промијенили име у Лиштица. На дан 16. октобра 1991. године, враћен је назив Широки Бријег.

## Становништво
|             | 2013.          | 1991.          |
| Укупно      | 6 149 (100,0%) | 5 039 (100,0%) |
| Хрвати      | 6 131 (99,71%) | 4 979 (98,81%) |
| Албанци     | 5 (0,081%)     | –              |
| Непознато   | 4 (0,065%)     | –              |
| Остали      | 3 (0,049%)     | 36 (0,714%)    |
| Бошњаци     | 2 (0,033%)     | 8 (0,159%)1    |
| Срби        | 2 (0,033%)     | 6 (0,119%)     |
| Неизјашњени | 2 (0,033%)     | –              |
| Југословени | –              | 10 (0,198%)    |

1. 1 На пописима од 1971. до 1991. Бошњаци су пописивани углавном као Муслимани.